# Geagras redimitus
Geagras redimitus är en ormart som beskrevs av Cope 1876. Geagras redimitus är ensam i släktet Geagras som ingår i familjen snokar. IUCN kategoriserar arten globalt som otillräckligt studerad. Inga underarter finns listade i Catalogue of Life.
Arten är med en längd upp till 75 cm en liten orm. Den har antagligen ett delvis underjordiskt levnadssätt.
Geagras redimitus är bara känd från delstaten Oaxaca i Mexiko. Den hittades vid 100 meter över havet. Regionen är täckt av tropiska lövfällande skogar.